# Casoni di Caorle

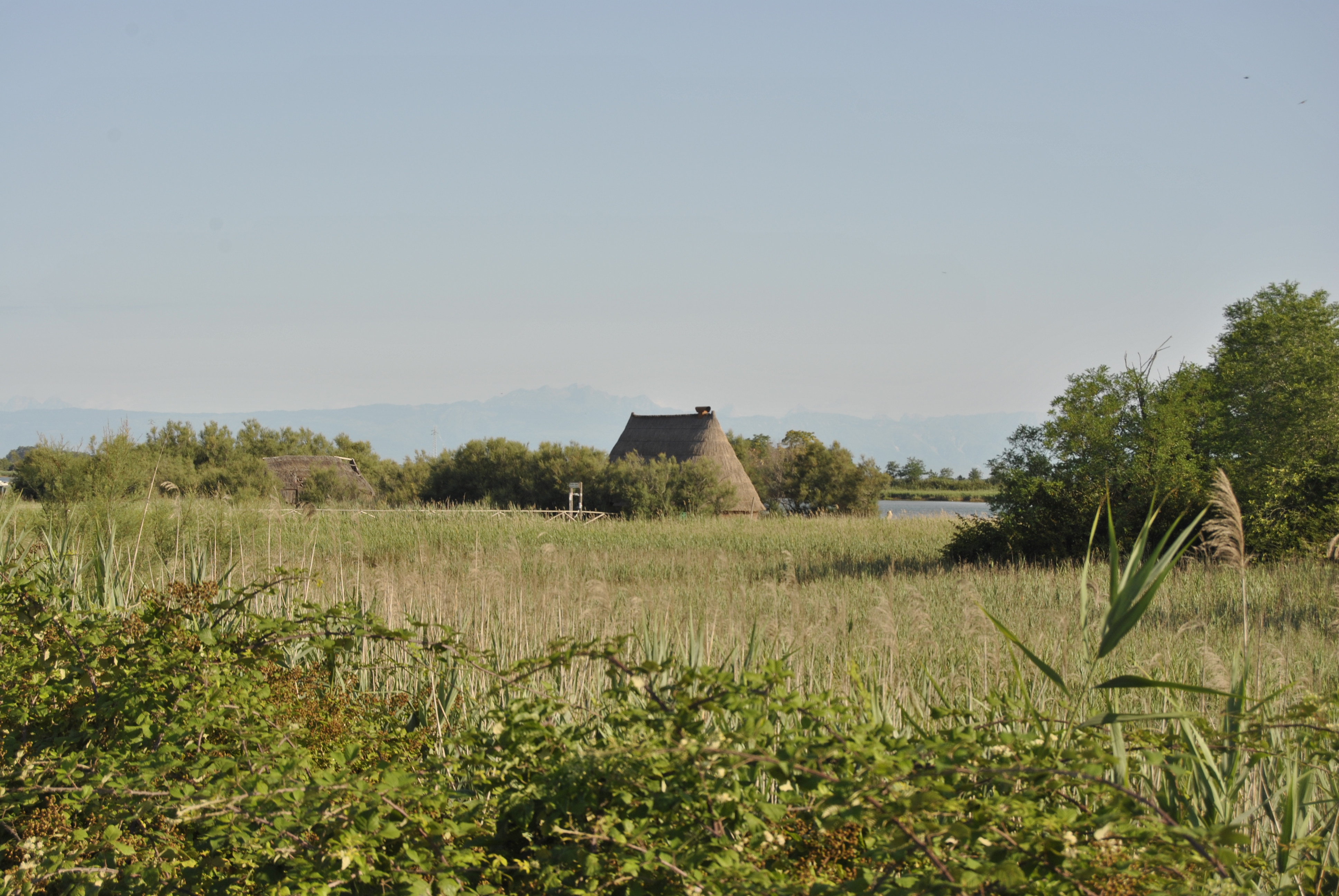
Un casone nella laguna di Caorle

I casoni di Caorle sono le tradizionali costruzioni situate nella Laguna di Caorle. Questi edifici storici, un tempo utilizzati come ricoveri dai pescatori di laguna, rappresentano un importante elemento del patrimonio culturale e storico della Città di Caorle.
Costruiti generalmente su isolette di terra emersa, in dialetto locale sopa, sparse nella laguna, i casoni offrono una testimonianza del modo di vivere e delle pratiche tradizionali dei pescatori di un tempo.

## Caratteristiche strutturali
La struttura dei casoni riflette una profonda conoscenza del territorio e delle sue risorse e tuttora le tecniche di costruzione e manutenzione vengono tramandate di generazione in generazione.

### Materiali
I casoni di Caorle sono realizzati con materiali naturali reperibili in loco, come tronchi di legno e canna palustre, che garantiscono una perfetta armonia con l'ambiente circostante.
La Laguna di Caorle offre ampi spazi di golena dove la canna palustre cresce naturalmente e, grazie alla vicinanza al mare e quindi alla presenza di acqua salmastra, risulta essere abbastanza resistente per essere utilizzata come copertura dei casoni.

### Struttura
I casoni di Caorle presentano una struttura interna composta da pali in legno, che fungono da scheletro portante. Esternamente, sono interamente ricoperti di sola canna palustre, materiale che garantisce isolamento termico e resistenza agli agenti atmosferici.
I casoni, come a formare una capanna, sono di pianta ellittica e hanno tetto a spiovente. In alcuni casi, il tetto si collega con le basse pareti perimetrali, mentre in altri scende fino a terra, conferendo al casone un aspetto caratteristico. Alla sommità del tetto viene realizzata la dressa, un particolare intreccio della canna palustre a forma di X, realizzata con lo scopo di migliorare la tenuta contro le intemperie ed evitare infiltrazioni di pioggia.

### Orientamento
L'orientamento dei casoni è studiato per massimizzare la protezione dagli agenti atmosferici e in particolare dal vento di tramontana.
La porta d’ingresso è generalmente posizionata verso sud-ovest, lungo il lato corto del casone, e si trova in una rientranza realizzata con paratie in tavole di legno per fornire riparo dai venti freddi. 

### Spazi interni
L'interno del casone è costituito da un'unica grande stanza.
Appena all'entrata si può trovare il tavolo da pranzo e poco più avanti il focolare, in dialetto locale fogher. I letti seguono il perimetro posteriore del casone e in particolare sono disposti attorno al focolare per sfruttarne il calore durante le stagioni fredde.
Ai lati del casone sono presenti la cucina e dei tavoli da lavoro. Inoltre, ad una certa altezza sopra la porta è presente un piccolo soppalco utilizzato per riporre le reti da pesca, quando non utilizzate.

## Utilizzo
I casoni erano strutture fondamentali per la vita dei pescatori, fungendo sia da dimora che da base operativa per l'esercizio delle loro attività ittiche. Queste abitazioni permettevano ai pescatori di trasferirsi in laguna con tutta la famiglia durante determinati periodi dell’anno. Un esempio significativo di questo trasferimento stagionale avveniva da settembre a dicembre, nel periodo della fraima, quando il pesce, seguendo il ciclo naturale, si spostava dai bacini lagunari verso il mare. Durante questa stagione cruciale, i pescatori e le loro famiglie si trasferivano nei casoni per intercettare il pesce in migrazione.
Il tempo trascorso all'interno dei casoni era dunque strettamente legato all'attività della pesca. Inoltre, venivano utilizzati anche in caso di maltempo, come posto in cui trovare riparo, oltre che come luogo dove poter sistemare le proprie attrezzature.
Attualmente vengono custoditi dai proprietari che li mantengono come testimonianza delle tradizioni di un tempo ed è possibile chiedere di visitarli all'interno.

## Insediamento tipico
I casoni di Caorle, oltre alla struttura principale, erano tipicamente accompagnati da diverse strutture accessorie che svolgevano funzioni specifiche e complementari.

### Ghebo
Per la costituzione della sopa veniva utilizzato fango o terra ottenuta dallo scavo del canale di accesso denominato ghebo. Questo circondava completamente la sopa e permetteva ai pescatori di raggiungere agilmente in barca il proprio casone.

### Pontile
Potevano essere realizzati due tipi di pontili: uno veniva realizzato per collegare la sopa alla terra ferma passando sopra il ghebo, mentre un altro veniva realizzato come attracco e dava direttamente sul fiume.

### Cavana
Le cavane sono strutture coperte di canna palustre, simili a tettoie, costruite in prossimità dei casoni e utilizzate principalmente per riparare e custodire le imbarcazioni e le attrezzature da pesca. Essendo le barche uno strumento essenziale per i pescatori, le cavane offrivano un luogo sicuro dove mantenerle al riparo dagli agenti atmosferici, come pioggia e sole, che potevano danneggiarle. Queste strutture erano generalmente aperte sui lati per facilitare l'accesso e la manutenzione delle barche, ma sufficientemente coperte per proteggere il loro contenuto.